# Dactylaena pohliana
Dactylaena pohliana är en paradisblomsterväxtart som beskrevs av August Wilhelm Eichler. Dactylaena pohliana ingår i släktet Dactylaena, och familjen paradisblomsterväxter. Inga underarter finns listade i Catalogue of Life.